# 쿠라타 야스아키
쿠라타 야스아키(倉田 保昭, 1946년 3월 20일 - )는 일본의 액션배우이다. 그는 가라테 7단, 유도 3단, 아이키도 2단의 무술가이다. 그가 연기한 유명한 액션씬으로는 이연걸의 정무문에서 이연걸과의 대결씬, 버추얼 웨폰에서의 악역연기를 들 수 있다. 그는 또한 광동어를 구사할 줄 알며, 이소룡과도 친분이 있었다.
쿠라타의 출생지는 이바라키현 니이하라군의 사쿠라무라였으나 쓰쿠바시에 편입되었다.
쿠라타는 니혼 대학과 토에이연수소에서 공연 예술을 배웠다.

## 경력
1966년에 일본 TV시리즈 Marude Dameo라는 작품에서 데뷔했다.
1971년, 쇼브라더스에서 제작한 악객(悪客)에서 홍콩영화계에 데뷔했다. 이후 이 장르의 많은 영화와 TV시리즈에 출연했다. 일본에서는 TV시리즈 G-Men '75에서 인기를 얻었다.
배우이외에도 쿠라타 프로모션의 대표이며 전일본 쌍절곤도연맹 최고고문, 창무관 도장 대표이며 2004년에 香港アクションスター交友録(홍콩 액션스타 교우록)을 출간 하기도 했다.

## 출연작

### 영화
- 악객（1971)
- 최가박당2 (1983) ... 불
- 망명인자 (1983) ... 오카다 타로
- 닌자 썬더볼트 (1984)
- 하일복성 (1985) ... 일본 자객
- 미시마 (1985）... 타케이
- 부귀열차（1986) ... 닌자
- 영웅무언 (1986) ... 호 장군
- 동방독응 (1987) ... 베트남 장교
- 금장대주점 (1988) ... 토모하라
- 파이널 파이트 (1989)
- 화룡만가 (1991) ... 이시카와
- 이연걸의 정무문 (1994) ... 후나코시 후미오
- 중화도협 (2000) ... 테츠오
- 다크 워 (2000)
- 사무라이 (2002) ... 모리오 후지와라
- 버추얼 웨폰 (2002) ... 사부
- 황룡（2003) ... 아즈마 고자부로 (고)
- 안나여무림 (2003) ... 석검
- 굉굉전대 보우켄쟈 극장판- 최강의 프레셔스 (2006) ... 아카시 코이치
- 마스터 오브 썬더 (2006) ... 산토쿠 스님
- 신주쿠 사건（2009) ... 와타가와 타로
- 블러드（2009) ... 카토 타카토라
- 유술 (2011) ... 코바야카와
- 정무문 : 100대 1의 전설（2010) ... 치카라이시 츠요시
- 레드 티어스 (2011) ... 미시마 겐지로
- 대상해 (2013) ... 니시오 소좌
- 소림사 2014 (2013)... 아마노 카와오
- KIRI-[직업, 살인 청부업자] 외전 (2015) ... 사부리
- 공수도 (2017) ... 히라카와 아키라
- 풍운대전 (2017) ... 쿠마사와 사령관
- 생사결 (2017) ... 블랙키
- 맨헌트 (2017) ...  사카구치 히데오
- 황금형제 (2018) ... 모리모토
- 반자행동대 (2018) ... 병원장
- 빙봉협: 시공행자(2018) ... 호조 장군